# 2018-as WTA Finals
A WTA Finals 2018 a WTA által évente megrendezett, világbajnokságnak is nevezett tenisztorna, amelyen az aktuális WTA-világranglista legjobb helyezettjei vehetnek részt. A torna a versenyévad záró eseménye, amelyet 1972 óta rendeznek meg. Egyéniben ez volt a 48. verseny, a párosok ebben az évben 43. alkalommal mérkőztek. A torna jelenlegi elnevezése BNP Paribas WTA Finals Singapore Presented by SCglobal, rövidítve WTA Finals, korábban a WTA Tour Championships nevet viselte.
A tornára az egyéni világranglista első nyolc helyezettje, valamint a páros világranglista első nyolc párja szerezhet kvalifikációt, sérülés vagy egyéb okból távolmaradás esetén a ranglista következő helyezettje szerez jogot a részvételre. A győztes a jelentős pénzdíjazás mellett egyéniben a Billie Jean King-trófeát, párosban a Martina Navratilova-trófeát kapja.
A 2018-as tornára Simona Haleppel együtt a regnáló, valamint három egykori világelső kvalifikálta magát. A nyolc versenyző közül hatan nyertek már eddigi pályafutásuk során Grand Slam-tornát, összesen kilenc alkalommal. Simona Halep a verseny előtt sérülése miatt visszamondta a részvételt, helyette a 9. helyezett Kiki Bertens indulhatott. Az ez évi résztvevők közül WTA Finals-trófeával ketten, a jelenlegi címvédő Caroline Wozniacki és Petra Kvitová, a 2011-es verseny győztese büszkélkedhetett.
A címvédő egyéniben a dán Caroline Wozniacki volt, miután az előző évi döntőben 6–4, 6–4 arányban legyőzte az amerikai Venus Williamst. A párosok versenyén a címvédő a magyar Babos Tímea és a cseh Andrea Hlaváčková párosa volt, akik a 2017-es döntőben 4–6, 6–4, [10–5] arányban legyőzték a Kiki Bertens–Johanna Larsson holland–svéd kettőst.
A magyar Babos Tímea negyedik alkalommal kvalifikálta magát párosban a tornára, ezúttal a francia Kristina Mladenovic párjaként. Babos Tímea a páros világranglista vezetőjeként és címvédőként indult a tornán. A másik címvédő, a cseh Andrea Hlaváčková is a torna résztvevője volt, ezúttal Barbora Strýcová párjaként. Hlaváčkovának ez az ötödik alkalom, hogy részt vett a tornán.
Az egyéniben a tornagyőzelmet az ukrán Elina Szvitolina szerezte meg, miután a döntőben 3–6, 6–2, 6–2 arányban legyőzte az amerikai Sloane Stephenst, ezzel pályafutása eddigi legnagyobb sikerét elérve nyerte el a WTA 2018. évi világbajnoki címét.
A párosok versenyét Babos Tímea és Kristina Mladenovic párosa nyerte, miután a döntőben 6–4, 7–5 arányban legyőzték a világranglista élén álló cseh Barbora Krejčíková–Kateřina Siniaková párost. Ezzel Babos Tímea megvédte az előző évben szerzett páros világbajnoki címét. Kristina Mladenovic első világbajnoki címét szerezte.

## A verseny

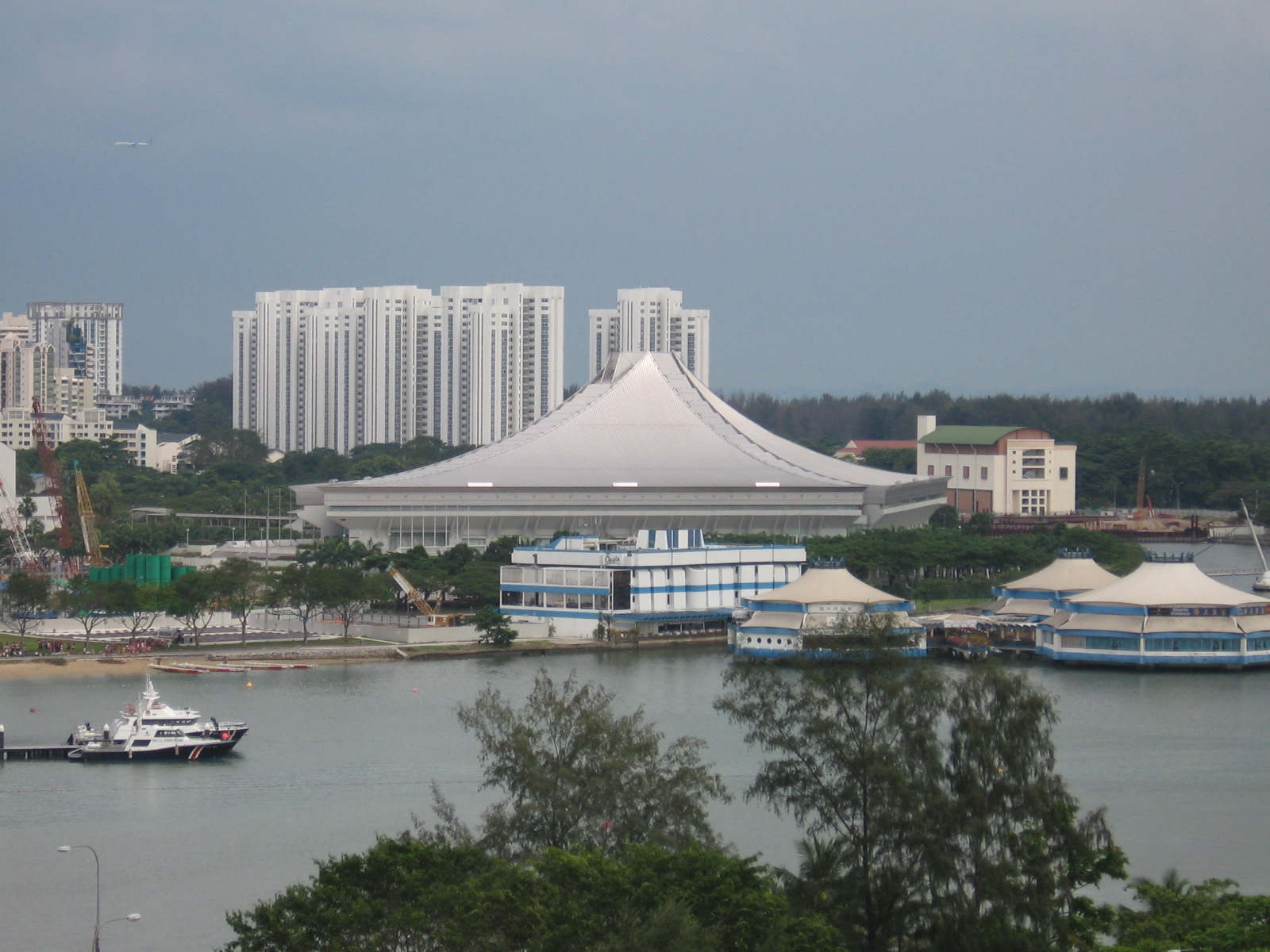
A Singapore Indoor Stadium a WTA Finals helyszíne

A verseny helyszíne 2018. október 21–28. között Szingapúr Kallang kerületében a Singapore Indoor Stadium volt. Az esemény idején bemutató versenyekre is sor került a WTA feltörekvő csillagai (WTA Rising Star), valamint a WTA legendái (WTA Legends) részvételével. A sorsolásra október 19-én került sor.

### A kvalifikáció
Az egyéni versenyre az a nyolc játékos szerezhetett indulási jogot, aki az adott versenyév folyamán  a WTA pontversenyén az előzetesen meghatározott 16 tornát figyelembe véve a legtöbb pontot szerezte. A 16 tornába az alábbiak számítottak bele: a négy Grand Slam-torna, a négy Premier Mandatory torna, az öt Premier 5 torna közül a két legjobb eredmény, valamint a többi versenyen szerzett pontok közül a hat legjobb. Ennek az úgynevezett race pontversenynek a győztese ebben az évben Simona Halep lett, aki a főszponzor Porsche cégtől nyereményként egy  Porsche 718 Boxster GTS típusú gépkocsit kap.
A páros versenyen az év során az adott pár által elért 11 legjobb eredményt vették figyelembe. Az egyéni kvalifikáció szabályaival ellentétben a párosoknál nem volt kötelező sem a Grand Slam-tornák, sem a Premier Mandatory versenyek beszámítása.

### A lebonyolítás formája
Az egyéni versenyen a nyolc résztvevőt két négyes csoportba sorsolták, ahol körmérkőzést játszottak egymással. A csoportok első két helyezettje jutott az elődöntőbe. Az elődöntőben a csoportelsők a másik csoport második helyezettjével játszottak a döntőbe jutásért. A döntőt a két elődöntő győztese vívta. A párosok versenye 2016 óta egyenes kieséses rendszerben zajlik.
A helyezések eldöntése a körmérkőzéses szakaszban
A helyezések az alábbiak figyelembe vételével dőlnek el:
1. A győzelmek száma
2. Ha a győzelmek száma egyenlő, akkor a mérkőzéseken nyert játszmák száma dönt
3. Ha ez is egyenlő, akkor két játékos holtversenye esetén az egymás elleni eredményt, ha három játékos között van holtverseny, akkor elsőként a játszmaarányt, másodikként a játékarányt veszik figyelembe.

## A díjalap és a ranglistapontok
A 2018. évi BNP Paribas WTA Finals díjalapja 7 000 000 amerikai dollár volt. A díjalap elosztását, valamint a versenyen szerezhető pontokat a táblázat mutatja.
| Eredmény     | Győzelem | Vereség | Egyéni pont | Egyéni díj   | Páros pont | Páros díj |
| ------------ | -------- | ------- | ----------- | ------------ | ---------- | --------- |
| Győztes      |          |         | 1500*       | 2 360 000 $* | 1500       | 500 000 $ |
| Döntős       |          |         | 1080*       | 1 200 000 $* | 1080       | 260 000 $ |
| Elődöntős    |          |         | 750*        | 650 000 $*!  | 750        | 157 500 $ |
| Negyeddöntős |          |         |             |              | 375        | 81 250 $  |
| Körmérkőzés  | 3        | 0       | 750         | 610 000 $    |            |           |
| Körmérkőzés  | 2        | 1       | 625         | 457 000 $    |            |           |
| Körmérkőzés  | 2        | 0       | 500         | 436 000 $    |            |           |
| Körmérkőzés  | 1        | 2       | 500         | 304 000 $    |            |           |
| Körmérkőzés  | 1        | 1       | 375         | 283 000 $    |            |           |
| Körmérkőzés  | 1        | 0       | 250         | 263 000 $    |            |           |
| Körmérkőzés  | 0        | 3       | 375         | 151 000 $    |            |           |
| Körmérkőzés  | 0        | 2       | 250         | 130 000 $    |            |           |
| Körmérkőzés  | 0        | 1       | 125         | 110 000 $    |            |           |

- Megjegyzések:
*Egyéniben a körmérkőzés során 125 pont és 151 000 $ mérkőzésenként, és további 125 pont és 153 000 $ győzelmenként; az elődöntőben további 330 pont és 590 000 $ a győzelemért; a döntőben további 420 pont és 1 160 000 $ a győzelemért.
! − az elődöntő vesztese korábbi nyereményén felül 40 000 $ díjazásban részesül.

## A kvalifikációt szerzett versenyzők

### Egyéni
| #       | Versenyző          | Pont | Verseny | Kvalif. dátum  |
| ------- | ------------------ | ---- | ------- | -------------- |
| sérülés | Simona Halep       | 6921 | 15      | augusztus 13.  |
| 1       | Angelique Kerber   | 5375 | 18      | szeptember 10. |
| 2       | Caroline Wozniacki | 5086 | 18      | október 4.     |
| 3       | Ószaka Naomi       | 4740 | 19      | október 2.     |
| 4       | Petra Kvitová      | 4255 | 20      | október 4.     |
| 5       | Sloane Stephens    | 3943 | 19      | október 14.    |
| 6       | Elina Szvitolina   | 3850 | 18      | október 17.    |
| 7       | Karolína Plíšková  | 3840 | 22      | október 17.    |
| 8       | Kiki Bertens       | 3710 | 24      | október 18.    |

Augusztus 13-án Simona Halep elsőként kvalifikálta magát a WTA Finals versenyébe, de október 18-án bejelentette, hogy sérülése miatt nem indul a tornán. Angelique Kerber szeptember 10-én ért el annyi pontot, amely már biztosította a részvételét. Október 2-án Ószaka Naomi pontszáma érte el a kvalifikációs határt. Október 4-én Petra Kvitová és Caroline Wozniacki kvalifikálta magát. Hozzájuk csatlakozott hatodikként október 14-én az amerikai Sloane Stephens. Közvetlenül a torna kezdete előtt dőlt el a hetedik és a nyolcadik hely sorsa az ukrán Elina Szvitolina, a cseh Karolína Plíšková és a holland Kiki Bertens között. Elina Szvitolina ezen a héten már nem indult versenyen, Plíšková és Bertens a Kreml Kupán szerezhetett újabb pontokat. Bertensnek legalább az elődöntőbe kellett volna jutnia, hogy kvalifikálja magát, azonban a 16 között vereséget szenvedett Aljakszandra Szasznovicstól, így csak mint tartalék utazhatott volna Szingapúrba. Simona Halep visszalépése következtében azonban ő lett a verseny nyolcadik résztvevője.
Ószaka Naomi, Sloane Stephens és Kiki Bertens első alkalommal kvalifikálta magát a WTA Finals egyéni versenyére.
A két tartalék a race-pontverseny 10. és 11. helyét elfoglaló lett Anastasija Sevastova és az orosz Darja Kaszatkina. Kaszatkina egy nappal a torna kezdete előtt, a moszkvai Kreml Kupa megnyerésével biztosította helyét. Játékukra nem került sor, így indulhattak a következő héten kezdődő WTA Elite Trophy tornán.

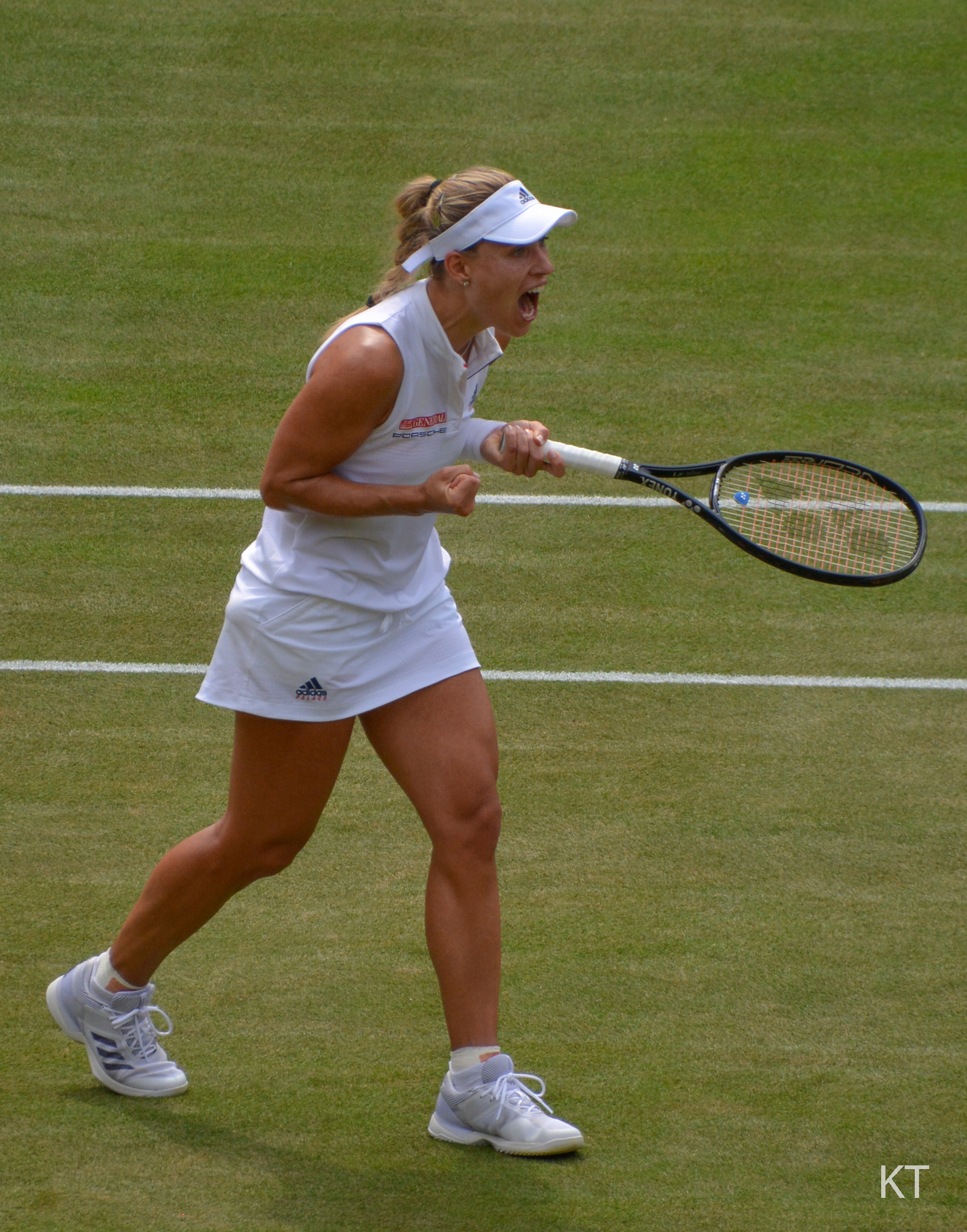
Angelique Kerber háromszoros Grand Slam-tornagyőztes, a 2018-as wimbledoni győztes, korábbi világelső, ötödször vesz részt az év végi világbajnokságon
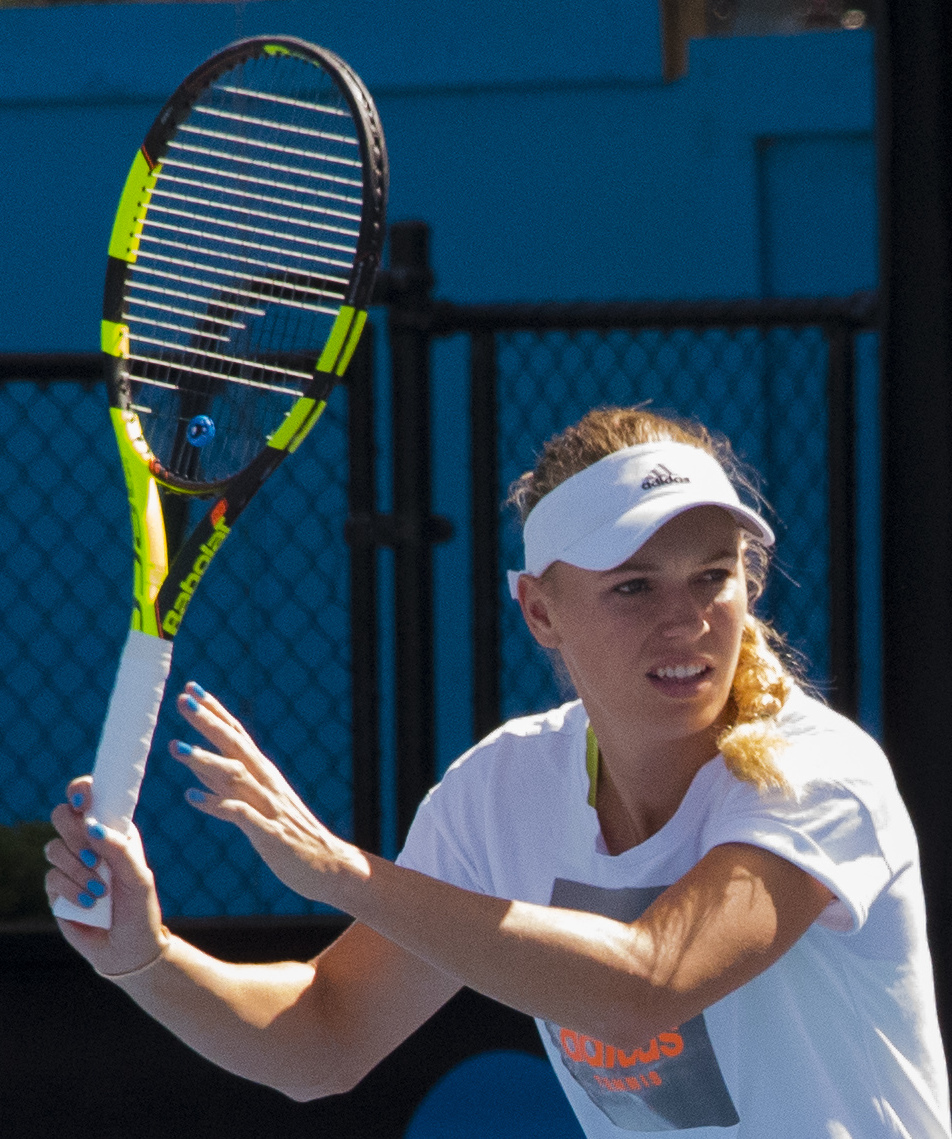
Caroline Wozniacki korábbi világelső, a 2018-as Australian Open győztese, hatodszor résztvevője az év végi világbajnokságnak, amelyet 2017-ben megnyert
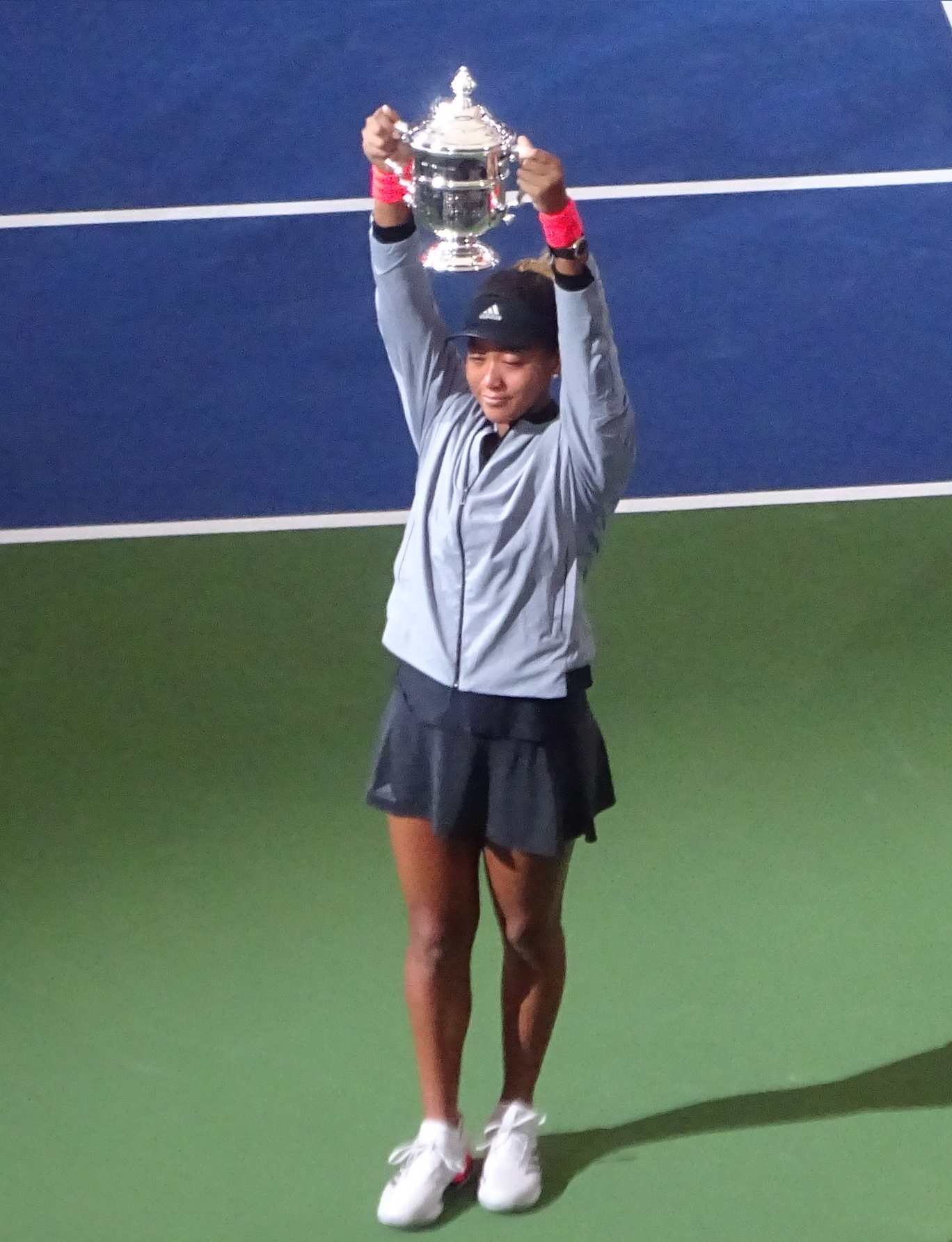
Ószaka Naomi a 2018-as US Open győztese, először vesz részt az év végi világbajnokságon
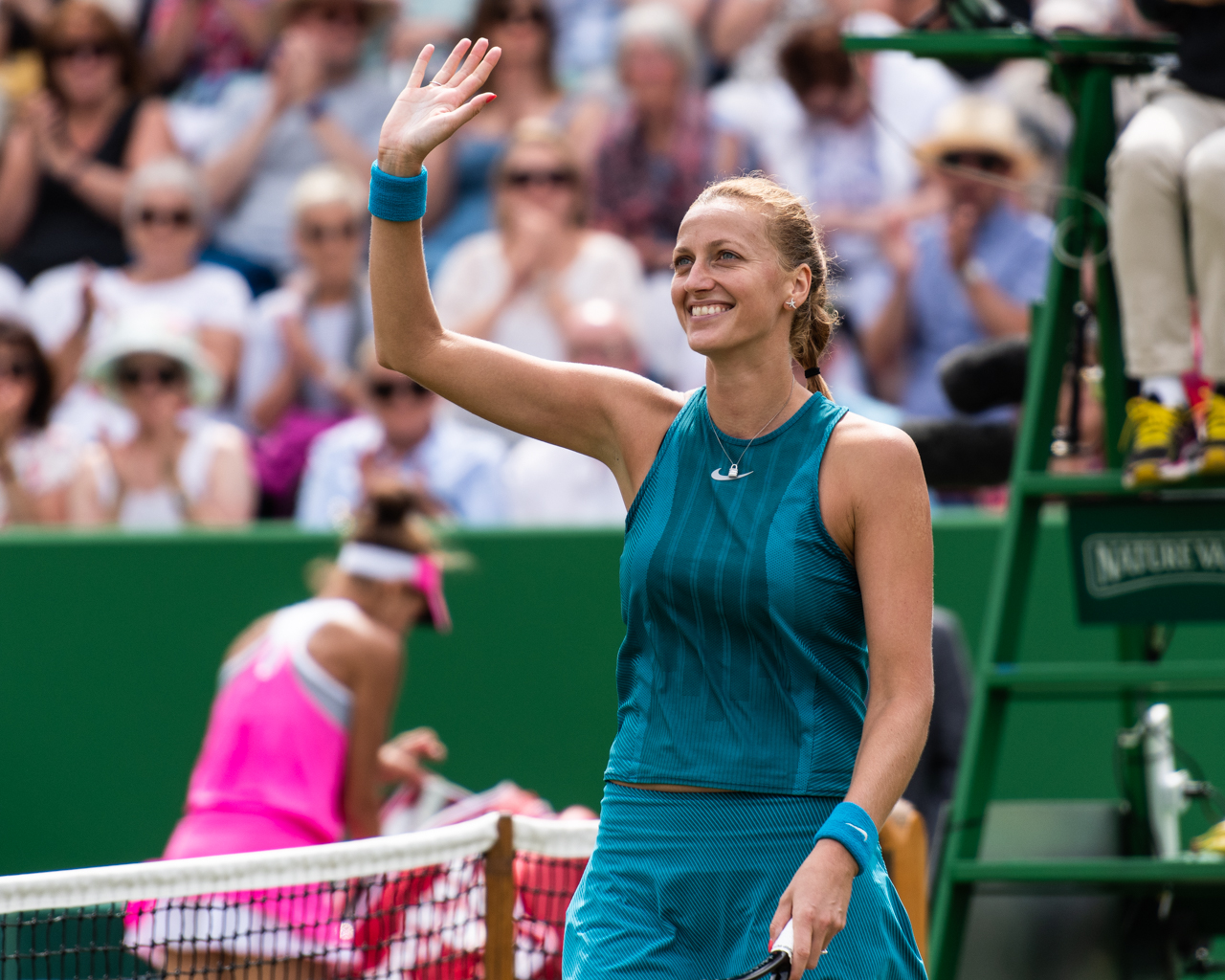
Petra Kvitová 2018-ban öt WTA-tornát nyert meg, hatodszor vesz részt az év végi világbajnokságon, amit 2011-ben meg is nyert

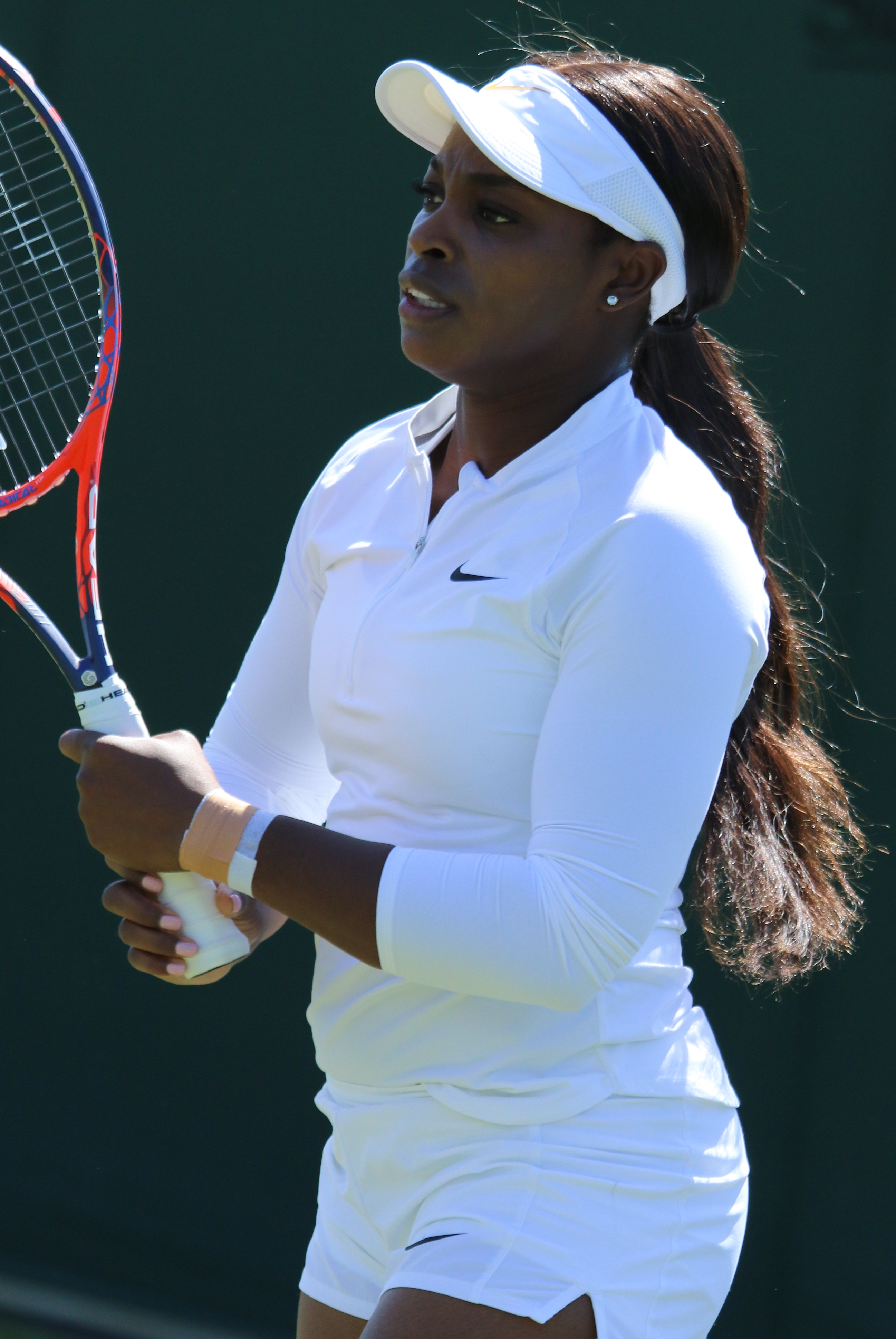
Sloane Stephens a 2017-es US Open-bajnok és a 2018-as Roland Garros döntőse, először vesz részt az év végi világbajnokságon
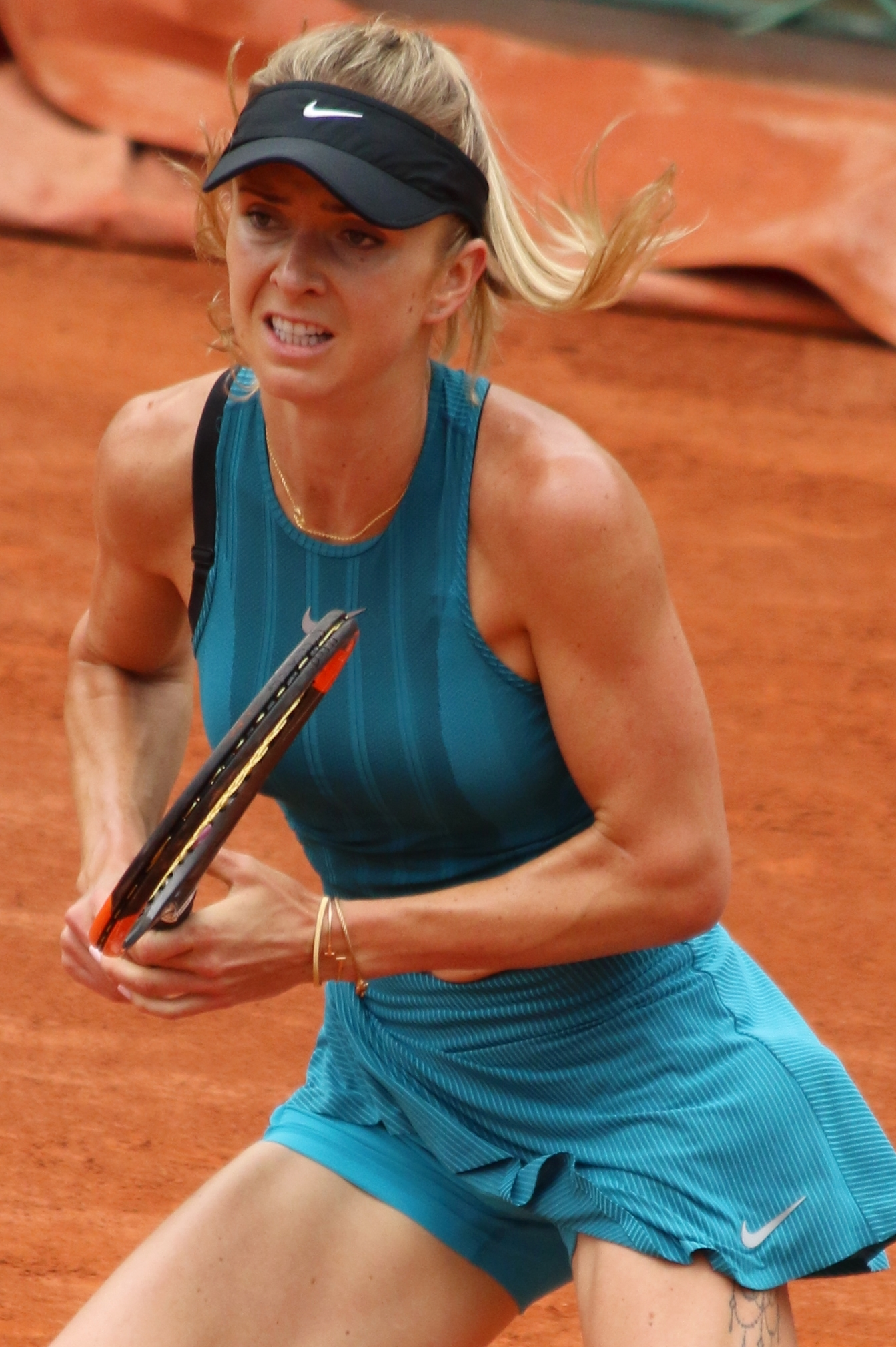
Elina Szvitolina 2018-ban három WTA-tornát nyert, másodszor résztvevője az év végi világbajnokságnak
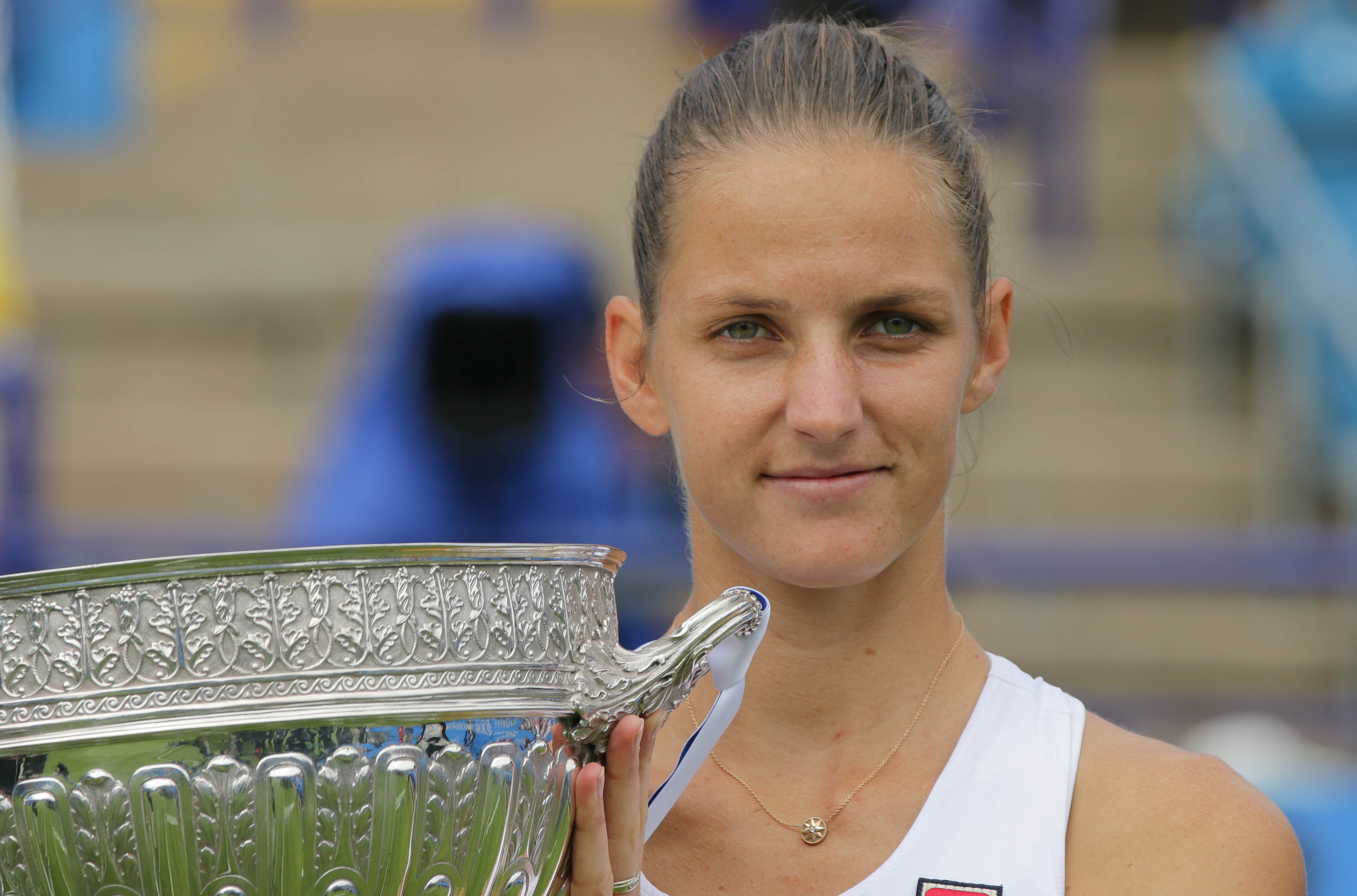
Karolína Plíšková korábbi világelső, harmadszor résztvevője az év végi világbajnokságnak
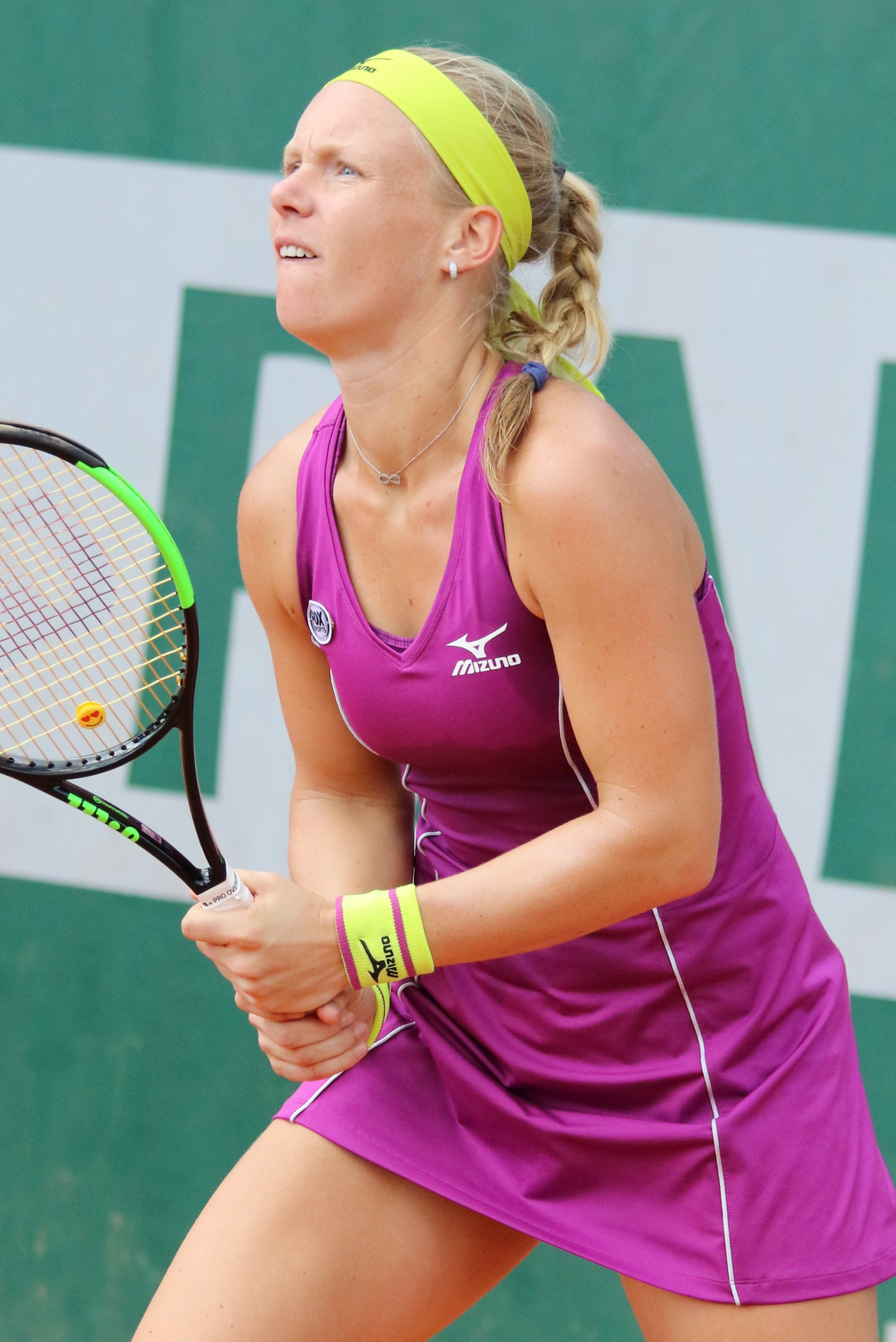
Kiki Bertens 2018-ban három WTA-torna győztese, először vesz részt az év végi világbajnokságon

#### Egymás elleni eredmények
|   | Versenyző          | Kerber | Wozniacki | Ószaka | Kvitová | Stephens | Szvitolina | Plíšková | Bertens | Össz. | Idei eredm. |
| - | ------------------ | ------ | --------- | ------ | ------- | -------- | ---------- | -------- | ------- | ----- | ----------- |
| 1 | Angelique Kerber   |        | 8–7       | 3−1    | 6−6     | 1−4      | 5−8        | 7−4      | 2−1     | 32–31 | 45–17       |
| 2 | Caroline Wozniacki | 7−8    |           | 2−0    | 5–8     | 6−1      | 1–3        | 6−3      | 3−2     | 30–25 | 40–15       |
| 3 | Ószaka Naomi       | 1–3    | 0−2       |        | 0−0     | 0−1      | 2–3        | 1–2      | 1–0     | 5–11  | 42–17       |
| 4 | Petra Kvitová      | 6−6    | 8–5       | 0−0    |         | 0−2      | 7–1        | 3−0      | 2−2     | 25–16 | 47–14       |
| 5 | Sloane Stephens    | 4−1    | 1−6       | 1−0    | 2−0     |          | 2−1        | 2–1      | 1–0     | 13–9  | 33–18       |
| 6 | Elina Szvitolina   | 8−5    | 3−1       | 3−2    | 1−7     | 1−2      |            | 2−5      | 1−1     | 19–23 | 39–15       |
| 7 | Karolína Plíšková  | 4−7    | 3−6       | 2–1    | 0−3     | 1–2      | 5−2        |          | 2−3     | 17–23 | 47–21       |
| 8 | Kiki Bertens       | 1−2    | 2–3       | 0−1    | 2−2     | 0−1      | 1–1        | 3–2      |         | 9–12  | 44–21       |

### A csoportmérkőzések

#### Vörös csoport
A továbbjutás és az első helyek kérdése az utolsó mérkőzésen dőlt el. A Stephens–Kerber mérkőzés előtt Kiki Bertens továbbjutása már biztos volt, a kérdés csak az volt, hogy ki lesz a másik továbbjutó, és ki hányadik helyen végez. Kerber győzelme esetén Bertens lett volna az első, Kerber a második továbbjutó. Stephens győzelme esetén ő az első és Bertens a második. Ez utóbbi következett be. Sloane Stephens biztosan nyerte a harmadik csoportmérkőzését is.
|   |                  | Kerber      | Ószaka      | Stephens       | Bertens        | Gy–V | Szett Gy–V | Játék Gy–V | Helyezés |
| 1 | Angelique Kerber |             | 6–4 5–7 6–4 | 3–6 3–6        | 6–1 3–6 4–6    | 1–2  | 3–5        | 36–40      | 3.       |
| 3 | Ószaka Naomi     | 4–6 7–5 4–6 |             | 5–7 6–4 1–6    | 3–6 feladta    | 0–3  | 2–5        | 30–40      | 4.       |
| 5 | Sloane Stephens  | 6–3 6–3     | 7–5 4–6 6–1 |                | 7–6(4) 2–6 6–3 | 3–0  | 6–2        | 44–33      | 1.       |
| 8 | Kiki Bertens     | 1–6 6–3 6–4 | 6–3 feladta | 6–7(4) 6–2 3–6 |                | 2–1  | 4–3        | 34–31      | 2.       |

#### Fehér csoport
A továbbjutás és az első helyek kérdése a csoport utolsó mérkőzésén dőlt el Elina Szvitolina és Caroline Wozniacki között. Ha Wozniacki két játszmában győzött volna, akkor ő a továbbjutó. Ha három játszmában nyert volna, akkor Karolína Plíšková az első és Szvitolina a második. Szvitolina a vesztett első szett után megfordította a mérkőzést, ezzel csoportelsőként jutott tovább, és Plíšková lett a második.
|   |                    | Wozniacki   | Kvitová     | Szvitolina  | Plíšková    | Gy–V | Szett Gy–V | Játék Gy–V | Helyezés |
| 2 | Caroline Wozniacki |             | 7–5 3–6 6–2 | 7–5 5–7 3–6 | 2–6 4–6     | 1–2  | 3–5        | 37–43      | 3.       |
| 4 | Petra Kvitová      | 5–7 6–3 2–6 |             | 3–6 3–6     | 3–6 4–6     | 0–3  | 1–6        | 26–40      | 4.       |
| 6 | Elina Szvitolina   | 5–7 7–5 6–3 | 6–3 6–3     |             | 6–3 2–6 6–3 | 3–0  | 6–2        | 44–33      | 1.       |
| 7 | Karolína Plíšková  | 6–2 6–4     | 6–3 6–4     | 3–6 6–2 3–6 |             | 2–1  | 5–2        | 36–27      | 2.       |

### A döntők
|  | Elődöntők | Elődöntők         | Elődöntők | Elődöntők        | Elődöntők |   |   | Döntő           | Döntő | Döntő | Döntő | Döntő |  |
|  |           |                   |           |                  |           |   |   |                 |       |       |       |       |  |
|  | 5         | Sloane Stephens   | 0         | 6                | 6         |   |   |                 |       |       |       |       |  |
|  | 5         | Sloane Stephens   | 0         | 6                | 6         |   |   |                 |       |       |       |       |  |
|  | 7         | Karolína Plíšková | 6         | 4                | 1         |   |   |                 |       |       |       |       |  |
|  | 7         | Karolína Plíšková | 6         | 4                | 1         |   | 5 | Sloane Stephens | 6     | 2     | 2     |       |  |
|  |           |                   |           |                  |           |   | 5 | Sloane Stephens | 6     | 2     | 2     |       |  |
|  |           |                   | 6         | Elina Szvitolina | 3         | 6 | 6 |                 |       |       |       |       |  |
|  | 6         | Elina Szvitolina  | 6         | Elina Szvitolina | 3         | 6 | 6 | 7               | 65    | 6     |       |       |  |
|  | 6         | Elina Szvitolina  |           |                  |           |   |   |                 |       | 6     |       |       |  |
|  | 8         | Kiki Bertens      | 5         | 7                | 4         |   |   |                 |       |       |       |       |  |

## A párosok versenye
| # | Versenyzők                                               | Pont | Verseny | Kvalif. dátuma |
| - | -------------------------------------------------------- | ---- | ------- | -------------- |
| 1 | Barbora Krejčíková (CZE) · Kateřina Siniaková (CZE)      | 6815 | 14      | augusztus 9.   |
| 2 | Babos Tímea (HUN) · Kristina Mladenovic (FRA)            | 6445 | 14      | augusztus 20.  |
| 3 | Andrea Sestini Hlaváčková (CZE) · Barbora Strýcová (CZE) | 4445 | 14      | szeptember 29. |
| 4 | Gabriela Dabrowski (CAN) · Hszü Ji-fan (CHN)             | 4180 | 17      | október 4.     |
| 5 | Elise Mertens (BEL) · Demi Schuurs (NED)                 | 4025 | 14      | szeptember 29. |
| 6 | Nicole Melichar (USA) · Květa Peschke (CZE)              | 3545 | 21      | október 4.     |
| 7 | Andreja Klepač (SLO) · María José Martínez Sánchez (ESP) | 3505 | 20      | október 4.     |
| 8 | Ashleigh Barty (AUS) · Coco Vandeweghe (USA)             | 3237 | 7       | október 4.     |

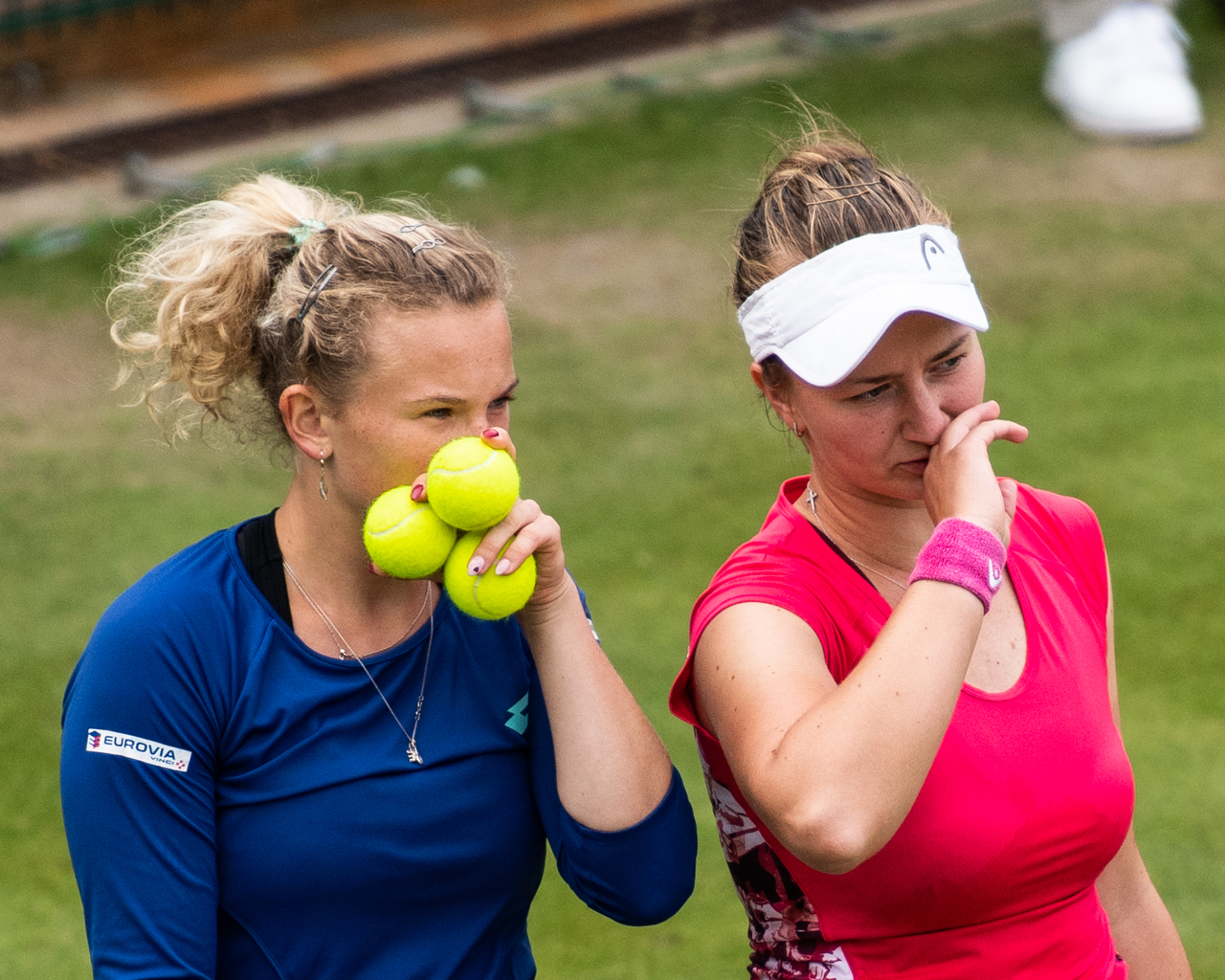
Kateřina Siniaková és Barbora Krejčíková nyerte 2018-ban a Roland Garros és Wimbledon páros versenyét

Augusztus 9-én a cseh Kateřina Siniaková és Barbora Krejčíková páros kvalifikálta magát elsőként a szingapúri döntőbe. Második párosként kvalifikálta magát a magyar Babos Tímea és a francia Kristina Mladenovic párosa, akik másodszor szerepelnek együtt a WTA Finals tornáján. Babos Tímea negyedik alkalommal vesz részt párosban az év végi világbajnokságon, ezúttal világelsőként és címvédőként, míg Mladenovicnak ez a harmadik szereplése, 2016-ban Caroline Garciával párban a döntőig jutottak. Szeptember 29-én a cseh Andrea Sestini Hlaváčková−Barbora Strýcová, valamint a belga Elise Mertens és a holland Demi Schuurs párosa csatlakozott hozzájuk. 2018. október 4-én vált teljessé a mezőny, amikor véglegessé vált, hogy az első nyolc helyezettet már nem lehet megelőzni. Ekkor kvalifikálta magát a kanadai Gabriela Dabrowski és a kínai Hszü Ji-fan, az amerikai Nicole Melichar és a cseh Květa Peschke, a szlovén Andreja Klepač és a spanyol María José Martínez Sánchez, valamint az ausztrál Ashleigh Barty és az amerikai Coco Vandeweghe páros.
2016-tól a párosok versenye egyenes kieséses rendszerben zajlik.
A győzelmet Babos Tímea és Kristina Mladenovic párosa szerezte meg, miután a döntőben 6–4, 7–5 arányban legyőzték a cseh Barbora Krejčíková–Kateřina Siniaková párost. Ezzel Babos Tímea megvédte az előző évben szerzett páros világbajnoki címét. Kristina Mladenovic első világbajnoki címét szerezte.

### A párosok egymás elleni eredményei
|   | Versenyző                                  | Krejčíková Siniaková | Babos Mladenovic | Sestini Hlaváčková Strýcová | Dabrowski Hszü | Mertens Schuurs | Melichar Peschke | Klepač Martínez Sánchez | Barty Vandeweghe | Össz. | Idei eredm. |
| - | ------------------------------------------ | -------------------- | ---------------- | --------------------------- | -------------- | --------------- | ---------------- | ----------------------- | ---------------- | ----- | ----------- |
| 1 | Barbora Krejčíková Kateřina Siniaková      |                      | 0–2              | 1−0                         | 0−0            | 3−1             | 1−0              | 1−0                     | 0−3              | 6–6   | 33–12       |
| 2 | Babos Tímea Kristina Mladenovic            | 2−0                  |                  | 1−0                         | 0–1            | 1−0             | 2–1              | 0−1                     | 2−2              | 8–4   | 33–12       |
| 3 | Andrea Sestini Hlaváčková Barbora Strýcová | 0–1                  | 0−1              |                             | 1−0            | 1−2             | 1–0              | 1–0                     | 0–1              | 4–5   | 28–12       |
| 4 | Gabriela Dabrowski Hszü Ji-fan             | 0−0                  | 0–0              | 0−1                         |                | 0−3             | 1–1              | 1−0                     | 1−0              | 3–4   | 16–8        |
| 5 | Elise Mertens Demi Schuurs                 | 1−3                  | 0−1              | 2−1                         | 3−0            |                 | 2−1              | 0–2                     | 0–0              | 8–8   | 33–12       |
| 6 | Nicole Melichar Květa Peschke              | 0−1                  | 1−2              | 0−1                         | 1−1            | 1−2             |                  | 0−0                     | 0−0              | 3–7   | 31–20       |
| 7 | Andreja Klepač María José Martínez Sánchez | 0−1                  | 1−0              | 0–1                         | 0−1            | 2–0             | 0−0              |                         | 0−0              | 3–3   | 35–19       |
| 8 | Ashleigh Barty Coco Vandeweghe             | 3−0                  | 2–2              | 1−0                         | 0−1            | 0−0             | 0–0              | 0–0                     |                  | 6–3   | 13–5        |

### A sorsolási tábla
|  | Negyeddöntők | Negyeddöntők                               | Negyeddöntők | Negyeddöntők                               | Negyeddöntők |   |                                       | Elődöntők | Elődöntők | Elődöntők | Elődöntők | Elődöntők |  |  | Döntő | Döntő | Döntő | Döntő | Döntő |  |
|  |              |                                            |              |                                            |              |   |                                       |           |           |           |           |           |  |  |       |       |       |       |       |  |
|  | 1            | Barbora Krejčíková Kateřina Siniaková      | 6            | 6                                          |              |   |                                       |           |           |           |           |           |  |  |       |       |       |       |       |  |
|  | 1            | Barbora Krejčíková Kateřina Siniaková      | 6            | 6                                          |              |   |                                       |           |           |           |           |           |  |  |       |       |       |       |       |  |
|  | 6            | Nicole Melichar Květa Peschke              | 1            | 4                                          |              |   |                                       |           |           |           |           |           |  |  |       |       |       |       |       |  |
|  | 6            | Nicole Melichar Květa Peschke              | 1            | 4                                          |              | 1 | Barbora Krejčíková Kateřina Siniaková | 6         | 6         |           |           |           |  |  |       |       |       |       |       |  |
|  |              |                                            |              |                                            |              | 1 | Barbora Krejčíková Kateřina Siniaková | 6         | 6         |           |           |           |  |  |       |       |       |       |       |  |
|  |              |                                            | 3            | Andrea Sestini Hlaváčková Barbora Strýcová | 3            | 2 |                                       |           |           |           |           |           |  |  |       |       |       |       |       |  |
|  | 3            | Andrea Sestini Hlaváčková Barbora Strýcová | 3            | Andrea Sestini Hlaváčková Barbora Strýcová | 3            | 2 | 6                                     | 6         |           |           |           |           |  |  |       |       |       |       |       |  |
|  | 3            | Andrea Sestini Hlaváčková Barbora Strýcová |              |                                            |              |   |                                       |           |           |           |           |           |  |  |       |       |       |       |       |  |
|  | 7            | Andreja Klepač María José Martínez Sánchez | 1            | 2                                          |              |   |                                       |           |           |           |           |           |  |  |       |       |       |       |       |  |
|  | 7            | Andreja Klepač María José Martínez Sánchez | 1            | 2                                          |              | 1 | Barbora Krejčíková Kateřina Siniaková | 4         | 5         |           |           |           |  |  |       |       |       |       |       |  |
|  |              |                                            |              |                                            |              |   |                                       |           |           |           |           |           |  |  |       |       |       |       |       |  |
|  |              |                                            | 2            | Babos Tímea Kristina Mladenovic            | 6            | 7 |                                       |           |           |           |           |           |  |  |       |       |       |       |       |  |
|  | 8            | Ashleigh Barty Coco Vandeweghe             | 2            | Babos Tímea Kristina Mladenovic            | 6            | 7 | 6                                     | 6         |           |           |           |           |  |  |       |       |       |       |       |  |
|  | 8            | Ashleigh Barty Coco Vandeweghe             |              |                                            |              |   |                                       |           |           |           |           |           |  |  |       |       |       |       |       |  |
|  | 4            | Elise Mertens Demi Schuurs                 | 1            | 4                                          |              |   |                                       |           |           |           |           |           |  |  |       |       |       |       |       |  |
|  | 4            | Elise Mertens Demi Schuurs                 | 1            | 4                                          |              | 8 | Ashleigh Barty Coco Vandeweghe        | 7         | 3         | [8]       |           |           |  |  |       |       |       |       |       |  |
|  |              |                                            |              |                                            |              | 8 | Ashleigh Barty Coco Vandeweghe        | 7         | 3         | [8]       |           |           |  |  |       |       |       |       |       |  |
|  |              |                                            | 2            | Babos Tímea Kristina Mladenovic            | 65           | 6 | [10]                                  |           |           |           |           |           |  |  |       |       |       |       |       |  |
|  | 5            | Gabriela Dabrowski Hszü Ji-fan             | 2            | Babos Tímea Kristina Mladenovic            | 65           | 6 | [10]                                  | 0         | 2         |           |           |           |  |  |       |       |       |       |       |  |
|  | 5            | Gabriela Dabrowski Hszü Ji-fan             |              |                                            |              |   |                                       |           |           |           |           |           |  |  |       |       |       |       |       |  |
|  | 2            | Babos Tímea Kristina Mladenovic            | 6            | 6                                          |              |   |                                       |           |           |           |           |           |  |  |       |       |       |       |       |  |